# VIIe législature de la république démocratique de Sao Tomé-et-Principe

Composition de l'Assemblée nationale au 18 avril 2002 :

Composition de l'Assemblée nationale au 17 mai 2006 :

La VIIe législature de la république démocratique de Sao Tomé-et-Principe est un cycle parlementaire qui s'ouvre le 18 avril 2002 pour s'achever le 18 mai 2006, à la suite des élections législatives de 2002.
Le Mouvement pour la libération de Sao Tomé-et-Principe – Parti social-démocrate détient la majorité à l'Assemblée nationale, dont Dionísio Dias est le président.

## Liste de députés
| Élu                                   | Parti | Parti     |
| ------------------------------------- | ----- | --------- |
| Dionísio Dias                         |       | MLSTP-PSD |
| Jayme José da Costa                   |       | MLSTP-PSD |
| Carlos Neves                          |       | UDD       |
| Arlindo Barbosa Semedo                |       | MLSTP-PSD |
| Ayres Major                           |       | MDFM-PCD  |
| Alberto da Trindade Luís              |       | UK        |
| Sebastião Lopes Pinheiro              |       | MDFM-PCD  |
| Aurélio Simão das Neves Aguiar        |       | UK        |
| Adelino Pires Neto                    |       | MDFM-PCD  |
| Adelino Rodrigues Izidro              |       | MLSTP-PSD |
| Albertino H. Sequeira Bragança        |       | MDFM-PCD  |
| Alcino Pinto                          |       | MLSTP-PSD |
| António Monteiro                      |       | MLSTP-PSD |
| António Quintas E. Santo              |       | MLSTP-PSD |
| Arzemiro dos Prazeres                 |       | PCD-GR    |
| Basílio do Sacramento Diogo           |       |           |
| Carlos Alberto M. Dias da Graça       |       | MLSTP-PSD |
| Carlos Alberto Pinheiro               |       | MLSTP-PSD |
| Carlos Benguel                        |       | MLSTP-PSD |
| Carlos Fernandes                      |       |           |
| Cristóvão do E. Santo Neto            |       | MDFM-PCD  |
| Delfim Neves                          |       | PCD-GR    |
| Domingos Monteiro                     |       | MLSTP-PSD |
| Eugénio Soares                        |       | MLSTP-PSD |
| Eugénio Tiny                          |       |           |
| Felisberto Fernandes Afonso           |       | MDFM-PCD  |
| Fernanda Margato                      |       | MLSTP-PSD |
| Filomena Monteiro                     |       | MLSTP-PSD |
| Francisco da Silva                    |       | PCD-GR    |
| Francisco Ferreira e Silva            |       | UK        |
| Francisco Fortunato Pires             |       | MDFM-PCD  |
| Guilherme Posser                      |       | MLSTP-PSD |
| Herman Moreira                        |       | MDFM-PCD  |
| Higino Will                           |       | MLSTP-PSD |
| Izidro Machado                        |       | MLSTP-PSD |
| João Paulo Cassandra                  |       | MLSTP-PSD |
| Jorge Amado                           |       | MLSTP-PSD |
| José Cassandra                        |       | PCD-GR    |
| José Carlos Barreiros                 |       | MDFM-PCD  |
| José da Graça Diogo                   |       | ADI       |
| José Fret Lau Chong                   |       | ADI       |
| José Luís Neto d'Alva                 |       | MDFM-PCD  |
| José Maria Afonso Pereira             |       | MLSTP-PSD |
| Ladislau Almeida                      |       | MDFM-PCD  |
| Leovigildo Noronha                    |       | MDFM-PCD  |
| Luís Novais de Ceita                  |       |           |
| Manuel José Gaspar                    |       | MLSTP-PSD |
| Manuel da C. Paixão Lima              |       |           |
| Manuel Marçal Lima                    |       | MLSTP-PSD |
| Marcelino Tavares                     |       | MDFM-PCD  |
| Maria Fernanda Roncon                 |       | MDFM-PCD  |
| Nelson da Silva                       |       | MLSTP-PSD |
| Octávio Silva da Costa                |       | MDFM-PCD  |
| Raul Antonio Da Costa Cravid          |       | MLSTP-PSD |
| Teotónio Borjas do E. Santo Cruz      |       |           |
| Sebastião Pires dos Santos Nascimento |       | MDFM-PCD  |

## Évolution
Le 16 mai 2002, un mois après le début de la législature, le suppléant Sebastião Pires dos Santos Nascimento (MDFM-PCD) fait son entrée à l'Assemblée nationale.
L'Action démocratique indépendante, membre de la coalition Uê Kédadji (UK) se détache de cette dernière en août 2002, et ses cinq députés quittent le groupe parlementaire de l'UK. Carlos Neves quitte le MDFM-PL en 2005 pour fonder l'Union des démocrates pour la citoyenneté et le développement. Il reste membre du groupe Mouvement pour les forces de changement démocratique - Parti de convergence démocratique.

## Composition du bureau
- Président : Dionísio Dias
  - Vice-président : Carlos Neves[3]

## Parité femmes-hommes
Avec 5 femmes élues députées sur 55, la proportion de femmes dans l'Assemblée nationale santoméenne est de 9,09 %.